# Taeniacanthus onosi
Taeniacanthus onosi är en kräftdjursart som först beskrevs av T. Scott 1902.  Taeniacanthus onosi ingår i släktet Taeniacanthus och familjen Taeniacanthidae. Inga underarter finns listade i Catalogue of Life.